# Джална (округ)
Джална (маратхи जालना जिल्हा; англ. Jalna) — округ в индийском штате Махараштра. Образован 1 мая 1960 года. Административный центр — город Джална. Площадь округа — 7718 км². По данным всеиндийской переписи 2001 года население округа составляло 1 612 980 человек. Уровень грамотности взрослого населения составлял 64,4 %, что выше среднеиндийского уровня (59,5 %). Доля городского населения составляла 19,1 %. Уроженцем округа Джална был известный индуистский поэт и святой Рамдас.